# Niklaus Riggenbach
Niklaus Riggenbach (21 de maio de 1817 — 25 de julho de 1899 (82 anos)) foi em engenheiro mecânico construtor de locomotivas suiço, inventor do Sistema Riggenbach.
Foi o projetista do Ascensor do Bom Jesus.